# Halina Prugar-Ketling
Halina Prugar-Ketling (* 26. März 1929 in Warschau) ist eine polnische Filmeditorin.
Halina Prugar-Ketling gehört zu den bedeutendsten Editorinnen des polnischen Films. Sie begann Ende der 1950er Jahre für polnische Regisseure Filme zu schneiden. Sie arbeitete vor allem mit Andrzej Wajda und war mehr als zwanzig Jahre lang für den Schnitt seiner Filme verantwortlich. Zu ihren herausragenden Arbeiten gehörten die Montage zu Wajdas Filmen Alles zu verkaufen (1969) und Die Hochzeit (1973). Alles zu verkaufen wurde ohne festes Drehbuch gedreht und entstand in sechsmonatiger Arbeit am Schneidetisch. 2016 erhielt sie die Gloria-Artis-Medaille für kulturelle Verdienste.

## Filmografie (Auswahl)
- 1958: Der achte Wochentag (Ósmy dzień tygodnia) – Regie: Aleksander Ford
- 1962: Das Messer im Wasser (Nóż w wodzie) – Regie: Roman Polański
- 1966: Barriere (Bariera) – Regie: Jerzy Skolimowski
- 1969: Alles zu verkaufen (Wszystko na sprzedaż) – Regie: Andrzej Wajda
- 1969: Fliegenjagd (Polowanie na muchy) – Regie: Andrzej Wajda
- 1970: Landschaft nach der Schlacht (Krajobraz po bitwie) – Regie: Andrzej Wajda
- 1970: Das Birkenwäldchen (Brzezina) – Regie: Andrzej Wajda
- 1971: Ein Drittel der Nacht (Trzecia część nocy)  – Regie: Andrzej Żuławski
- 1973: Die Hochzeit (Wesele) – Regie: Andrzej Wajda
- 1975: Das gelobte Land (Ziemia obiecana) – Regie: Andrzej Wajda
- 1977: Der Mann aus Marmor (Człowiek z marmuru) – Regie: Andrzej Wajda
- 1978: Ohne Betäubung (Bez znieczulenia) – Regie: Andrzej Wajda
- 1979: Die Mädchen von Wilko (Panny z Wilka) – Regie: Andrzej Wajda
- 1980: Der Dirigent (Dyrygent) – Regie: Andrzej Wajda
- 1981: Der Mann aus Eisen (Człowiek z żelaza) – Regie: Andrzej Wajda
- 1983: Danton – Regie: Andrzej Wajda
- 1983: Eine Liebe in Deutschland – Regie: Andrzej Wajda
- 1985: Der Bariton (Baryton) – Regie: Janusz Zaorski
- 1986: Der Bodensee (Jezioro Bodeńskie) – Regie: Janusz Zaorski
- 1986: Chronik von Liebesunfällen (Kronika wypadków miłosnych) – Regie: Andrzej Wajda
- 1988: Die Dämonen (Les Possédés) – Regie: Andrzej Wajda
- 1992: Frauen in Angst (Le violeur impuni) – Regie: Janusz Zaorski